# Agathodaimon (mythologie)
Agathodaimon (Oudgrieks: ἀγαθοδαίμων / agathodaímôn) of agathos daimon (ἀγαθὸς δαίμων /  agathós daímôn)  was in de Oud-Griekse godsdienst de beschermgod van de wijngaarden en het graan.

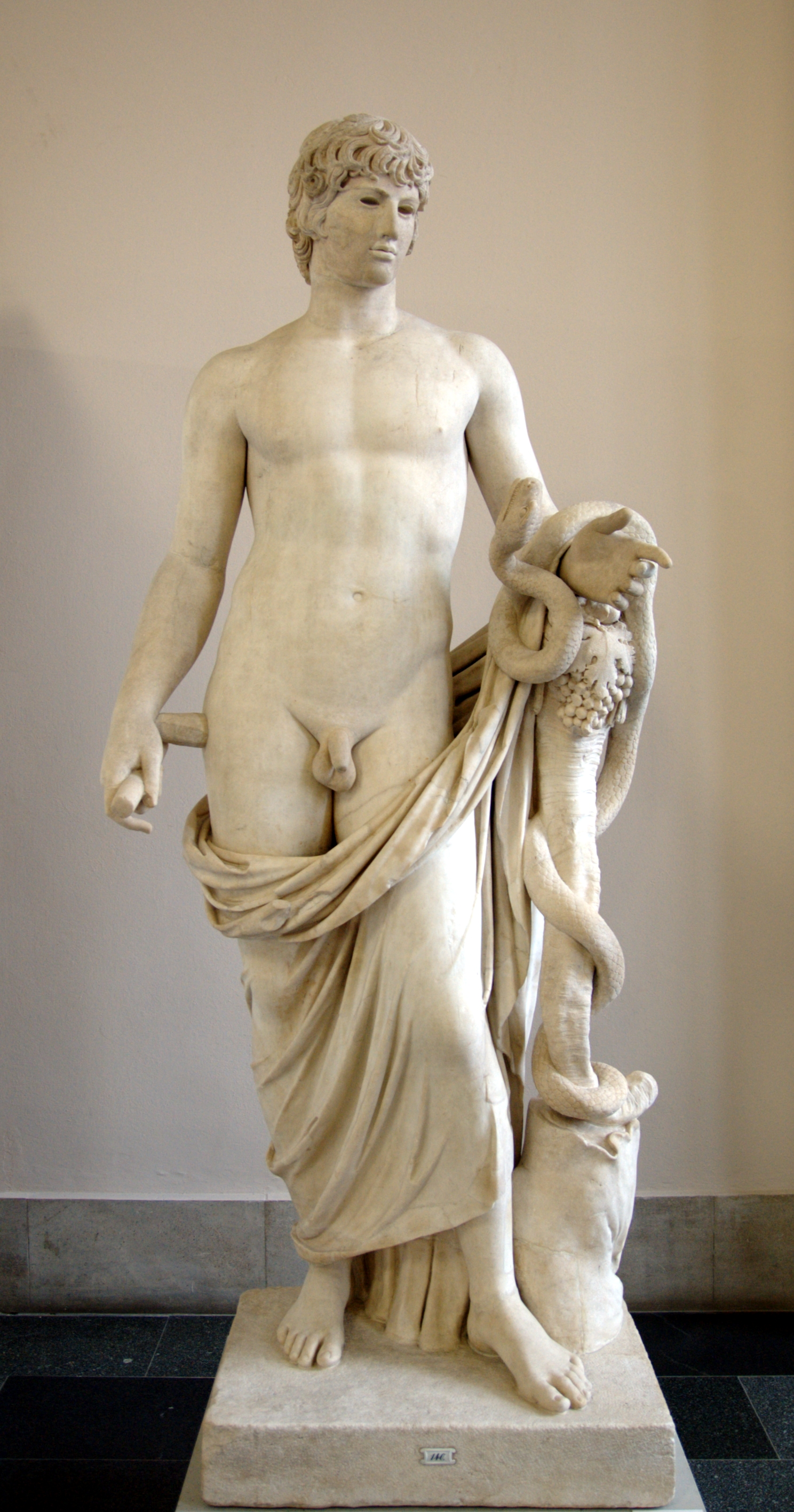
Antinoüs voorgesteld als Agathodaimon (130-138 na Chr.)

Agathodaimon werd ook vereenzelvigd met de Egyptische Kneph-slang met een sperwerkop, een zinnebeeld van de weldadige kracht van de godheid. Oorspronkelijk werd hij voorgesteld als een slang, later als iemand die in zijn ene hand de hoorn des overvloeds en een weegschaal vasthoudt, en in zijn andere hand papaverbollen en korenaren.  